# Inget stoppar oss nu
Inget stoppar oss nu, även känd som Inget kan stoppa oss nu eller I natt, i natt, är en sång skriven av Lasse Holm och Ingela "Pling" Forsman som ursprungligen var tänkt att framföras av Haakon Pedersen i den svenska Melodifestivalen 1987. Bidraget kom inte med, men hans inspelning återfinns på hans album Nattens drottning från 1989 . Lasse Holm har beskrivit den versionen som "ösigare".

## Dansbandslåt

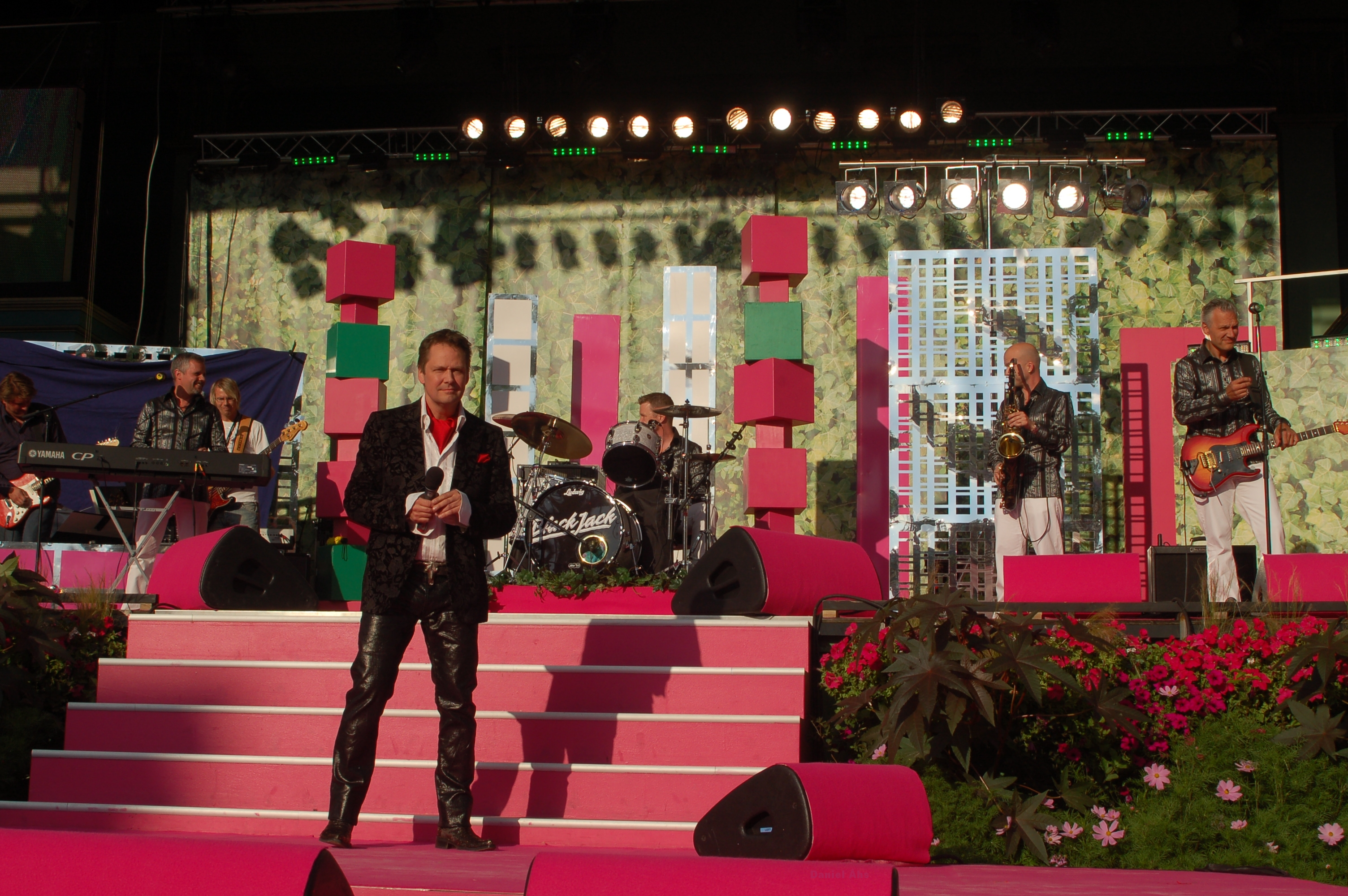
Black Jack fick en stor hit med låten i början av 1990-talet.

Våren 1989 spelade dansbandet Canyons orkester in sången och sökte även till Svensktoppen med den. Den låg även etta på Skånetoppen 1990. 1990 spelades den också in av Trastinis (B-sida) . En livespelning av Stefan Borsch orkester utkom 1990 på videoalbumet Te' dans me' Stefan Borsch orkester .
1991 fick dansbandet Black Jack en stor hit med låten, och man släppte den på singel 1990, med "I ett lusthus" som B-sida . Den togs även med på filmmusikalbumet Black Jack 1990 från filmen Black Jack  samt till filmen .
1991 spelade Kikki Danielsson in sången på albumet Vägen hem till dej , och samma år tolkade Drifters med Marie Arturén låten som B-sida till singeln "Säg varför" . Även Leif Norbergs (singelsläpp)  och Mats Bergmans  tolkade låten samma år.
1991 tolkades låten även av flera andra svenska dansband, bland andra Contrazt, Tottes  och Cheeries , medan Christie  tolkade låten kommande år.
2001 tolkade Halländers låten 
I Dansbandskampen 2008 användes låten som slutmelodi, och framfördes då i var sin version av Larz-Kristerz och Scotts, där Larz Kristerz vann. Scotts framförde då låten i en mer akustisk version, som 2009 även låg på bandets album Längtan .
2009 tolkades låten av CC & Lee på albumet Gåva till dig .
I Dansbandskampen 2010 tolkades låten av Jeppez & the Cowboys . Inför näst sista programmet framfördes låten utom tävlan av Elisa's, Patrik's Combo och Willez.

## Andra tolkningar
- Den norska artisten Tor Endresen släppte en översatt och något förändrad version på sitt andra soloalbum från 1992. Den tolkades senare av Christel Alsos i den norska versionen av "Så mycket bättre", "Hver gang vi møtes" på norsk TV2.[20][21]
- Den svenska hårdrocksgruppen Black Ingvars spelade in en cover på "Inget stoppar oss nu" på sitt album "Earcandy Six" från 1995 [22], och samma år tolkade även Flintstens med Stanley sången [23].
- I Körslaget 2009 framfördes låten av Stefan Nykvists kör från Älvdalen.
- Anne-Lie Rydé tolkade låten 2010 på dansbandstributalbumet Dans på rosor [24].
- Ellen Krauss framförde låten i öppningsavsnittet av ”Så mycket bättre” på TV4 den 28 oktober 2023.

### Fotnoter
1. ↑  Information i Svensk mediedatabas.
2. ↑  Diggiloo 2007 (programblad), 2007
3. ↑  Information i Svensk mediedatabas.
4. ↑  Information i Svensk mediedatabas.
5. ↑  Information i Svensk mediedatabas.
6. ↑  Information i Svensk mediedatabas.
7. ↑  Information på Svensk Filmdatabas Arkiverad 29 november 2014 hämtat från the Wayback Machine.
8. ↑  Information i Svensk mediedatabas.
9. ↑  Information i Svensk mediedatabas.
10. ↑  Information i Svensk mediedatabas.
11. ↑  Information i Svensk mediedatabas.
12. ↑  Information i Svensk mediedatabas.
13. ↑  Information i Svensk mediedatabas.
14. ↑  Information i Svensk mediedatabas.
15. ↑  Information i Svensk mediedatabas.
16. ↑  Information i Svensk mediedatabas.
17. ↑  Information i Svensk mediedatabas.
18. ↑  Information i Svensk mediedatabas.
19. ↑  Sveriges Television - Alla låtar och nummer
20. ↑  ”Tor Endresen II” (på norskt bokmål). Wikipedia. 2023-11-22. https://no.wikipedia.org/wiki/Tor_Endresen_II. Läst 3 november 2024.
21. ↑  TV 2 (24 februari 2018). ”Christel Alsos - Ingen stopper oss nå (Hver gang vi møtes 2018)”. https://www.youtube.com/watch?v=KaSIyxW7feE&feature=youtu.be. Läst 3 november 2024.
22. ↑  Information i Svensk mediedatabas.
23. ↑  Information i Svensk mediedatabas.
24. ↑  Information i Svensk mediedatabas.